# رومن دوریس
رومن دوریس (فرانسوی: Romain Duris‎؛ زادهٔ ۲۸ مهٔ ۱۹۷۴) هنرپیشه اهل فرانسه است.

## زندگی‌نامه
وی در پاریس زاده شد. پدرش مهندس و مادرش رقصنده بودند. تحصیلات این هنرپیشه در زمینه هنر بئده است. وی از سال ۱۹۹۳ میلادی تاکنون مشغول فعالیت بوده‌است.

## فیلم‌شناسی
فهرست برخی از فیلم‌هایی که رومن دوریس در آنها به ایفای نقش پرداخته است:
- آپارتمان اسپانیایی
- دوست‌دختر جدید
- و بعد ...
- پاریس
- حالت نیلی
- عروسک‌های روسی
- پازل چینی
- ضربان قلب من متوقف شده است
- خانم هاید
- سی‌کیو
- پادشاهی حیوانات